# Британське Того
Британське Того , Британський Тоголенд —  підмандатна британська територія класу B в Африці , утворена розділом німецького протекторату Тоголанд на Французьке Того і Британське Того. Його столицею був Хо.

## Утворення
Терен Британського Того вперше було утворено після розділу Того 27 грудня 1916, під час Першої світової війни, коли британські і французькі війська окупували Того. Після війни, 20 липня 1922 Ліга Націй надала мандат на управління Британським Того Великій Британії.

## Мандат ООН
Після Другої світової війни, ООН продовжило мандат на управління тереном Сполученому Королівству як підопічна територія. Під час дії мандату і існування підопічної території, Британський Того розглядався як частина прилеглого терену Золотий Берег, під назвою Завольтійське Того. 

## Приєднання до Гани
У 1954, британський уряд повідомив ООН, що буде не в змозі управляти підопічною територією після оголошення Ганою незалежності. У відповідь на це в грудні 1955 року Генеральна Асамблея ООН прийняла резолюцію, рекомендуючи британському уряд провести плебісцит з питання про майбутнє Британського Того.
9 травня 1956, було проведено референдум під наглядом ООН про формальну інтеграцію з у майбутньому незалежним Золотим Берегом або продовження існування як підопічної території. Народна партія конвенту виступала для інтеграції; еве утворили Тоголезький Конгрес виступали проти. 58% голосів виборців було на користь інтеграції, за підтримки більше на півночі, ніж на півдні .
13 грудня 1956, країни було об'єднано. 6 березня 1957 було створено нову країну.